# Biff-regeln
Biff-regeln är en grammatisk minnesregel som gäller placeringen av satsadverbial i  bisatser för de nordiska språken. BIFF står för "bisats – inte före finitet", det vill säga att i bisats kommer ordet inte före det finita verbet.
Enligt regeln ska satsadverbial som inte eller verkligen placeras före det finita verbet i bisats: "Jag undrar om han inte kan komma." I huvudsats placeras satsadverbial däremot efter det finita verbet: "Han kan inte komma." Den här skillnaden i ordföljd mellan huvudsats och bisats finns i de fastlandsskandinaviska språken, svenska, norska, och danska. Regeln är valfri i färöiska, men saknas i isländska.

## Historik
Varken fornnordiskan eller fornisländskan särskilde mellan satserna genom den här ordföljden. De medeltida språken uppvisar endast den ordföljd där satsadverbialet har sin position efter det finita verbet och saknar den ordföljd som biff-regeln gäller.

## Undantag
Anföringsverb som säga och tänka kan utlösa undantag till biff-regeln. En sats som motsvarar objekt till ett sådant verb kan alltså ha huvudsatsordföljd, som i "Han tänker att han kan inte komma", att jämföra med den ogrammatiska "han vill att han kan inte komma". Detta brukar förklaras med att den anförda satsen egentligen inte är en indirekt anförd bisats, utan en direkt anförd huvudsats. I så fall fungerar inte att som bisatsinledare, utan kan tänkas motsvara ett demonstrativt pronomen.